# Igor Pajač
Igor Pajač (Zagabria, 30 settembre 1985) è un arbitro di calcio croato.

## Biografia
Il 5 luglio 2022 è designato, per la prima volta in carriera, per la finale di Supercoppa di Croazia, che si è disputata a Zagabria quattro giorni dopo tra la Dinamo Zagabria e l'Hajduk Spalato.